# Шампле
Шампле (фр. Champlay) је насељено место у Француској у региону Бургоња, у департману Јон.
По подацима из 2011. године у општини је живело 714 становника, а густина насељености је износила 33,87 становника/km².

## Демографија
| 1962. | 1968. | 1975. | 1982. | 1990. | 2011. |
| ----- | ----- | ----- | ----- | ----- | ----- |
| 578   | 536   | 556   | 637   | 675   | 714   |